# Francis Scott (2e comte de Buccleuch)
Pour les articles homonymes, voir Scott et Francis Scott.
Francis Scott (21 décembre 1626 – 22 novembre 1651), 2e comte de Buccleuch, est le fils de Walter Scott, premier comte de Buccleuch.
Le 25 juillet 1646, il se marie avec Lady Margaret Leslie, fille de John Leslie, sixième comte de Rothes.
Ils ont trois enfants :
- Mary Scott, troisième comtesse de Buccleuch (1647–1661).
- Lord Walter Scott (né et mort en 1648), mort dans l'enfance.
- Anne Scott, première duchesse de Buccleuch (1651–1732).